# 프렌드스터
프렌드스터(Friendster)는 캘리포니아 마운틴 뷰에 본사를 둔 소셜 네트워크 게임으로 조나단 에이브람스(Jonathan Abrams)가 설립하여 2003년 3월에 출시했다. 나중에 이 회사는 말레이시아 쿠알라룸푸르에 본사를 둔 소셜 게임 사이트가 되었다. 프렌드스터가 재설계되기 전에는 이 서비스를 통해 사용자가 다른 회원에게 연락하고, 해당 연락처를 유지하고, 해당 연락처와 온라인 콘텐츠 및 미디어를 공유할 수 있었다. 이 웹 사이트는 새로운 이벤트, 밴드 및 취미를 데이트하고 발견하는 데에도 사용되었다. 사용자는 프로필과 네트워크를 통해 다른 회원과 비디오, 사진, 메시지 및 댓글을 공유할 수 있다. 원래 소셜 네트워크 중 하나로 간주된다.
2011년 6월 프렌드스터가 소셜 게임 플랫폼으로 출시된 후 등록된 사용자 수는 1억 1,500만 명을 넘어섰다. 이 회사는 주로 필리핀, 말레이시아, 태국, 싱가포르의 아시아 4개국에서 운영되었으며 사이트 트래픽의 90% 이상이 아시아에서 유입되었다. 2008년 현재 프렌드스터는 아시아의 다른 어떤 소셜 네트워크보다 더 많은 월간 고유 방문자를 보유하고 있다. 프렌드스터는 2012년까지 인도네시아에서 눈에 띄는 인기를 유지했다.
회사는 2015년에 "도전적인 산업의 진화하는 환경"과 온라인 커뮤니티의 참여 부족을 이유로 서비스를 중단했으며 2018년에는 거래를 중단했다.